# Kurt Ravn
Kurt Ravn, född 29 december 1947 i Seest, Kolding, är en dansk skådespelare och sångare. Ravn fick sitt stora genomslag i rollen som Lauritz Jensen, även kallad "Røde", i TV-serien Matador 1978–1982 och har medverkat i både filmer och på scen. På senare år är han främst känd från TV-serien Anna Pihl.

## Filmografi i urval
- 1978–1982 – Matador (TV-serie)
- 1988 – Vid vägen
- 1992 – Mørklægning
- 1992 – Göingehövdingen (TV-serie)
- 1994 – Riket
- 1994 – Bryllupsfotografen
- 1996 – Renters rente
- 1998 – Majoren
- 2006–2008 – Anna Pihl (TV-serie)
- 2009 – Brottet II (TV-serie)
- 2014 – Pojken med guldbyxorna
- 2018 – Happy Ending

## Teater

### Roller
| År   | Roll   | Produktion         | Regi          | Teater                 |
| ---- | ------ | ------------------ | ------------- | ---------------------- |
| 1986 | Thomas | Demoner Lars Norén | Søren Iversen | Aveny-T(da), Köpenhamn |